# 総理大臣官邸原子力災害専門家グループ
原子力災害専門家グループ（げんしりょくさいがいせんもんかグループ）は、2011年3月11日に発生した福島第一原子力発電所事故に関し、随時内閣総理大臣官邸に対する助言を行っている外部の専門家集団。

## 概説
助言対象は、
- 被災者の避難、受け入れの際の安全確保に関すること
- 被災者の被曝に係る長期的な医療、健康管理に関すること
- その他、放射性物質に関する人体への影響一般に関すること

2011年4月1日に第1回会合。2015年6月9日時点で、82回のコメントが示されている。

## 構成員
以下の8名（五十音順）。
- 遠藤啓吾 - 京都医療科学大学学長、群馬大学名誉教授、元（社）日本医学放射線学会理事長
- 神谷研二 - 福島県立医科大学副学長、広島大学原爆放射線医科学研究所長
- 児玉和紀 - （公財）放射線影響研究所主席研究員、原子放射線の影響に関する国連科学委員会（UNSCEAR）国内対応委員会委員長
- 酒井一夫 - （独）放射線医学総合研究所放射線防護研究センター長、東京大学大学院工学系研究科原子力国際専攻客員教授
- 佐々木康人 - 元原子放射線の影響に関する国連科学委員会（UNSCEAR）議長・日本代表、元国際放射線防護委員会（ICRP）主委員会委員、元（独）放射線医学総合研究所理事長
- 長瀧重信 - 長崎大学名誉教授、元（財）放射線影響研究所理事長、国際被ばく医療協会名誉会長
- 前川和彦 - 東京大学名誉教授、（独）放射線医学総合研究所緊急被ばく医療ネットワーク会議委員長、放射線事故医療研究会代表幹事
- 山下俊一 - 福島県立医科大学副学長、長崎大学大学院医歯薬学総合研究科教授[2]